# Neuenkrug (Viereck)
Neuenkrug ist ein Wohnplatz der Gemeinde Viereck des Amtes Uecker-Randow-Tal im Landkreis Vorpommern-Greifswald in Mecklenburg-Vorpommern.

## Geografie
Der Ort liegt 600 Meter nordwestlich vom Ortsteil Viereck und 6 Kilometer nordöstlich von Pasewalk. Nachbarorte sind Stallberg im Norden, Ernst-Thälmann-Siedlung im Nordosten, Uhlenkrug im Osten, Viereck im Südosten, Friedberg im Süden, Belling im Westen sowie Sandförde und Liepe im Nordwesten.

## Geschichte
In einem Werk von 1820 wurde der Ort als „Revierförsterei bei Torgelow in Pommern“ mit insgesamt 32 Einwohnern verzeichnet.
Im Jahr 1932 war der Wohnort ein Teil der ehemaligen Gemeinde Neuenkruger Revier im Kreis Ueckermünde in der Provinz Pommern. Zur Gemeinde Neuenkruger Revier, die nach dem Zweiten Weltkrieg nach Viereck eingemeindet wurde, gehörten auch die heutigen Wohnplätze Kuhlmorgen, Riesenbrück, Rödershorst, Stallberg und Uhlenkrug.
Neuenkrug war zudem der Sitz vom ehemaligen Amt Neuenkrug, zu dessen Amtsbezirk die Gemeinden Neuenkruger Revier und Viereck zählten.